# Apios taiwaniana
Apios taiwaniana là một loài thực vật có hoa trong họ Đậu. Loài này được Hosok. miêu tả khoa học đầu tiên.